# 巴斯克語
巴斯克語，是一种由巴斯克人和居住于巴斯克地區（西班牙東北部的巴斯克和納瓦拉兩個自治大区，以及法國西南部）的其他居民所使用的孤立语言。该语言在西班牙語稱作，在法語稱作，而巴斯克語裡則稱為或。巴斯克语的起源与系属争议很大。作为歐洲唯一的孤立语言，巴斯克语与现存的任何语言没有发生学关系。巴斯克语的母语使用者约有806,000 名，其中，93.7%（756,000 人）居住在西班牙的巴斯克地区，其余 6.3%（50,000 人）居住在法国的巴斯克地区。

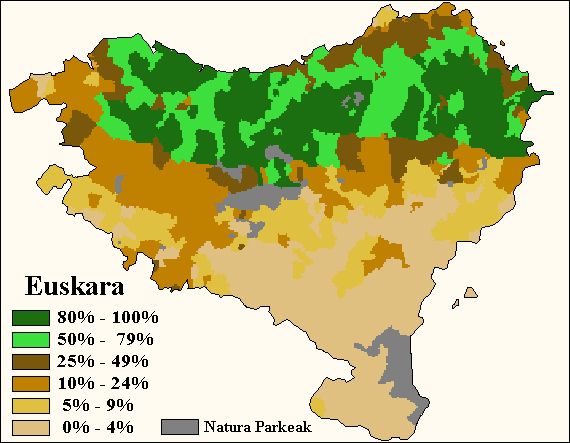
按地區劃分，精通巴斯克語的使用者所佔百分比（0–4％的區間內包含不講巴斯克語的地區）

## 历史

### 起源与发展

巴斯克方言區

大多数学者认为巴斯克语是欧洲史前时代的前印欧语的最后残存。因此，通过传统的比较方法重新构建巴斯克语的史前史几乎是不可能的，除非将其应用于分析巴斯克语方言间的差别。我们目前对巴斯克語的由來所知甚少，但很可能在公元前三千纪印欧语系语言抵达西欧之前，巴斯克语的早期形式就已经存在于现代巴斯克地区及其周边地区。有部份語言學家认为巴斯克語源於石器時代，理由是该语言中的刀（aizto）、斧頭（aizkora）和锄头（aitzur）似乎与石頭（haitz）詞根相同。
在罗马帝国的阿基坦高卢（今法国西南部）曾使用的語言阿基坦語的拉丁字母铭文中，找到了一些與原始巴斯克語的同源詞，如在現代巴斯克語中分別解作女子和男人的和，在阿基坦語的標音被寫作和。
通过与罗曼语族语言的的长期接触，巴斯克语吸收了大量罗曼语词汇。巴斯克语受到的影响最初源自拉丁语，在此后，随着时代发展，也逐渐受到了巴斯克地区东北的加斯科涅语（奥克语的一个分支），东南的纳瓦罗-阿拉贡语和西南的西班牙语的影响。
在佛朗哥统治时期的西班牙，政府的镇压政策不鼓励人们使用巴斯克语。在巴斯克地区，“佛朗哥的镇压不仅是政治上的，也是语言和文化上的。”佛朗哥政权禁止人们在官方发言、教育和出版中使用巴斯克语，禁止以巴斯克语的名字登记新生儿，甚至要求将墓碑上的巴斯克语铭文去除。在一些省份，巴斯克语的公开使用受到禁止，人们会因说巴斯克语而被罚款。佛朗哥政权的支持者不赞成公开使用巴斯克语，他们通常认为这是反佛朗哥主义或巴斯克分裂主义的标志。总体而言，在 20 世纪 60 年代及以后，趋势发生了转变，巴斯克语的教育和出版开始蓬勃发展。作为这一进程的一部分，在20世纪60年代末，皇家巴斯克语学院制定了巴斯克语的标准化形式——标准巴斯克语。

### 与其它语言的联系假说
许多语言学家试图将巴斯克语与其他语言联系起来，但没有一种假说获得主流认可。巴斯克语的历史研究具有挑战性，因为巴斯克语的大多书面材料和文献仅能追溯至数百年前。几乎所有关于巴斯克语起源的假设都存在争议性，而这些假设所提出的证据不为主流语言学界所普遍接受。这里是其中的一些巴斯克语与其他语言联系的假说：

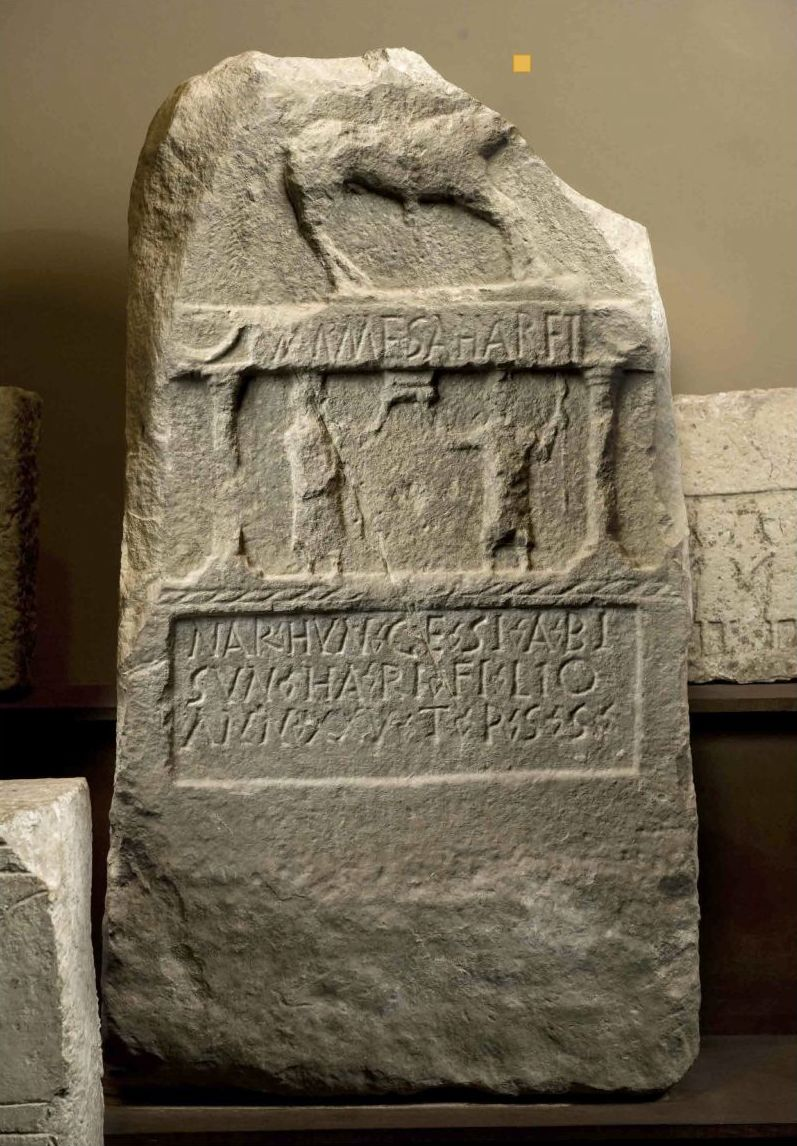
写有巴斯克语的碑文 "UME ZAHAR", 莱尔加 (纳瓦拉)

- 利古里亚语底层说：这一假说在19世纪由德·阿尔布瓦·德·瑞班维尔（英语：d'Arbois de Jubainville）、尤利乌斯·波科尔尼（英语：Julius Pokorny）、保罗·克雷奇默（英语：Paul Kretschmer）等语言学家提出。
- 伊比利亚语（英语：Iberian）联系说：古伊比利亚语在一些方面同阿基坦语和巴斯克语存在相似性，但没有足够的证据来区分它们的地理联系和语言联系。语言学家兼铭刻学家爱德华多·奥尔杜尼亚声称自己建立了巴斯克语和伊比利亚语的数词以及名词格标记之间的联系。
- 巴斯克底层假说：这一假说由德国语言学家特奥·费恩曼（英语：Theo Vennemann）提出。他声称存在足够的地名证据，可以得出结论：巴斯克语是一个曾经遍布西欧大部分地区的语系的唯一现存语言，并且在欧洲使用的现代印欧语言中留下了自己的印记。
- 南高加索语系联系说：这一认为巴斯克语和格鲁吉亚语等南高加索语系语言存在联系的假说现在已被近乎证伪。该假说受两个原因的启发：高加索地区古代伊比利亚王国的存在，以及这两个群体在社会习俗和农业方面的一些相似之处。由于巴斯克语和几种南高加索语系的语言的历史资料匮乏，因此很难进行历史比较。有人提出巴斯克语和南高加索语系语言在音系特征和作格结构的细节存在相似性，但仅凭这些并不能证明语言之间的历史相关性，因为这些特征在世界各地的其他语言中也有发现。[13][14]根据 J.P.马洛里（英语：J. P. Mallory）的说法，该假说还受到巴斯克地名以-dze结尾的启发，这一点在南高加索语系语言中很常见。[15]该假说认为巴斯克语和格鲁吉亚语皆是前印欧语的现存语言。
- 东北高加索语系联系说：部分语言学家认为车臣语等东北高加索语系语言和巴斯克语存在较远的联系。[16]
- 德内-高加索超语系假说：根据可能存在的巴斯克语和高加索诸语言之间的联系，以约翰·本特森（英语：John Bengtson）和梅里特·鲁伦（英语：Merritt Ruhlen）为代表的语言学家提出将巴斯克语归入德内-高加索超语系的观点。然而，该超语系包含从北美到欧亚大陆的众多语言，且其存在仍有高度争议。[3]
- 印欧语系联系说：这一假说于2013年由语言学家朱丽叶·布莱文斯（英语：Juliette Blevins）等人提出。[17][18]朱丽叶·布莱文斯认为原始巴斯克语和原始印欧语间存在潜在的音系学联系。这一假说受到其他语言学家的广泛质疑。[19][20][21][22][23][24]

## 方言

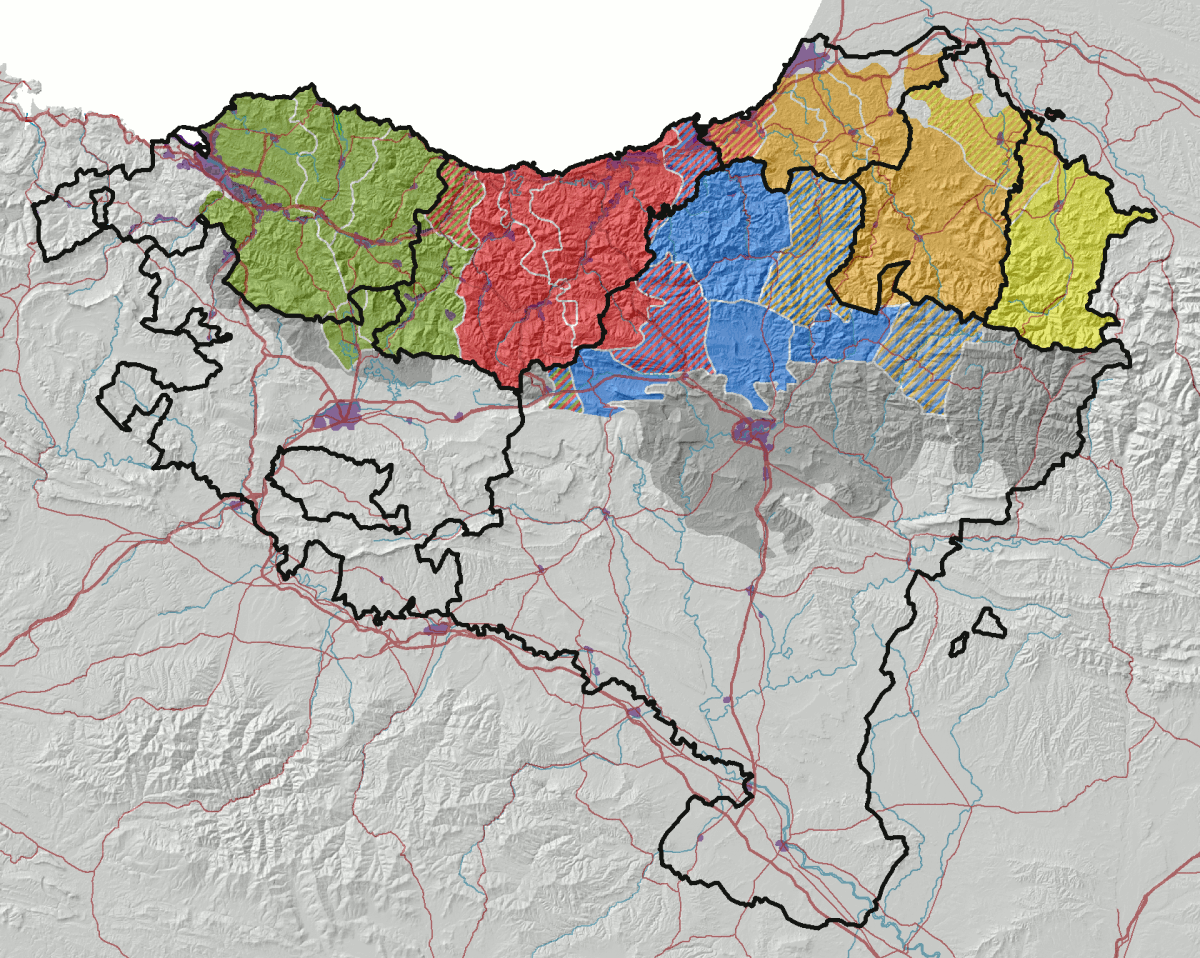
21世纪的方言学研究区分的现代巴斯克语方言
比斯开方言（西部方言）
吉普斯夸方言（中部方言）
上纳瓦拉方言
纳瓦罗-拉布尔方言
苏勒方言
1850年前后的其他巴斯克语地区

现代巴斯克语的各方言差异程度较高，有时会导致跨方言的交流出现困难。在现代巴斯克语的各方言之中，比斯开方言和苏勒方言间的差异最为显著。
现代巴斯克语的方言学研究区分以下五种方言：
- 比斯开方言（西部方言）（英语：Biscayan）
- 吉普斯夸方言（中部方言）（英语：Gipuzkoan）
- 上纳瓦拉方言（英语：Upper Navarrese）
- 纳瓦罗-拉布尔方言（英语：Navarro-Lapurdian）
- 苏勒方言（英语：Souletin）

这些方言分为11个次方言，其中有24个较小的变体。据巴斯克语言学家科尔多·苏阿索所说，比斯开方言（或西部方言）是传播最广泛的方言，在巴斯克语的66万使用者中约有30万使用该方言（2003年数据）。该方言分为两个次方言：西比斯开次方言和东比斯开次方言，也包括它们之间的过渡方言。

## 书写
現代巴斯克語使用拉丁字母書寫。但根據考古出土的文物，可找到羅馬化之前使用伊比利亚字母銘刻在器皿上的巴斯克語，而在納瓦拉則有中世紀使用阿拉伯字母書寫巴斯克語的紀錄。
巴斯克语字母如下：
| 巴斯克语字母 | 巴斯克语字母 | 巴斯克语字母 | 巴斯克语字母 | 巴斯克语字母 | 巴斯克语字母 | 巴斯克语字母 | 巴斯克语字母 | 巴斯克语字母 | 巴斯克语字母 | 巴斯克语字母 | 巴斯克语字母 | 巴斯克语字母 | 巴斯克语字母 | 巴斯克语字母 | 巴斯克语字母 | 巴斯克语字母 | 巴斯克语字母 | 巴斯克语字母 | 巴斯克语字母 | 巴斯克语字母 | 巴斯克语字母 | 巴斯克语字母 | 巴斯克语字母 | 巴斯克语字母 | 巴斯克语字母 | 巴斯克语字母 | 巴斯克语字母 | 巴斯克语字母 | 巴斯克语字母 |
| ------------ | ------------ | ------------ | ------------ | ------------ | ------------ | ------------ | ------------ | ------------ | ------------ | ------------ | ------------ | ------------ | ------------ | ------------ | ------------ | ------------ | ------------ | ------------ | ------------ | ------------ | ------------ | ------------ | ------------ | ------------ | ------------ | ------------ | ------------ | ------------ | ------------ |
| A            | a            | B            | b            | C            | c            | D            | d            | E            | e            | F            | f            | G            | g            | H            | h            | I            | i            | J            | j            | K            | k            | L            | l            | M            | m            | N            | n            | Ñ            | ñ            |
| O            | o            | P            | p            | Q            | q            | R            | r            | S            | s            | T            | t            | U            | u            | V            | v            | W            | w            | X            | x            | Y            | y            | Z            | z            |              |              |              |              |              |              |

巴斯克语仅在外来词中使用。另外，古代的巴斯克語文字紀錄還包括以下六個字母：，而後三個字母現時仍未被Unicode收錄。具有语音作用的二合字母⟨dd, ll, rr, ts, tt, tx, tz⟩不被视作单独字母。

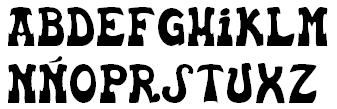
巴斯克字体风格的巴斯克语字母表

巴斯克语的字母 ⟨h⟩ 在大多数地区不发音，但在东北部的许多地方发音，这也是它存在于巴斯克语字母表中的主要原因。在巴斯克语字母表标准化的过程中，是否接纳 ⟨h⟩ 进入字母表是一个存在争议的问题。对于大多数巴斯克语方言的使用者来说，字母 ⟨h⟩ 不发音，因此他们需要学习如何在单词的恰当地方放置 ⟨h⟩。
一些碑文会使用巴斯克字体风格。这种风格源自巴斯克人的木刻和石雕，以其较粗的衬线为特点。

## 音系

### 元音
|    | 前    | 央    | 后    |
| -- | ----- | ----- | ----- |
| 闭 | i /i/ |       | u /u/ |
| 中 | e /e/ |       | o /o/ |
| 开 |       | a /a/ |       |

| IPA  | 示例 | 含义        | IPA  | 示例 | 含义 |
| ---- | ---- | ----------- | ---- | ---- | ---- |
| /ai̯/ |      | 是 (表肯定) | /au̯/ |      | 夜   |
| /ei̯/ |      | 六          | /eu̯/ |      | 雨   |
| /oi̯/ |      | 脚          |      |      |      |
| /ui̯/ |      | 水果        |      |      |      |

巴斯克语有5个元音：/a/,/e/,/i/,/o/,/u/，与西班牙语、阿斯图里亚斯语和阿拉贡语的元音相同。在巴斯克语的苏勒方言中，存在其他的元音音素：
- 闭前圆唇元音/y/,在拼写上体现为⟨ü⟩
- 一组对立的鼻元音

巴斯克语中没有明显的元音长度区分，但为了强调可以延长元音。中元音 /e/ 和 /o/ 在鼻辅音前升高。
巴斯克语里有一条“a-省略规则”。根据该规则，元音 /a/ 在后续元音之前被省略。这并不妨碍以 /a/ 开头的双元音的存在。
巴斯克语有6个双元音，均为下降双元音，且均以 /i̯/ 或 /u̯/ 作为第二个元素。

### 辅音
|        |        | 双唇  | 舌叶- 齿 | 舌尖- 齿龈       | 硬腭 或 龈后 | 软腭      | 声门       |
| ------ | ------ | ----- | -------- | ---------------- | ------------ | --------- | ---------- |
| 鼻音   | 鼻音   | m /m/ |          | n /n/            | ñ, -in- /ɲ/  |           |            |
| 塞音   | 清音   | p /p/ | t /t/    |                  | tt, -it- /c/ | k /k/     |            |
| 塞音   | 浊音   | b /b/ | d /d/    |                  | dd, -id- /ɟ/ | g /ɡ/     |            |
| 塞擦音 | 塞擦音 |       | tz /t̻s̻/  | ts /t̺s̺/          | tx /tʃ/      |           |            |
| 擦音   | 清音   | f /f/ | z /s̻/    | s /s̺/            | x /ʃ/        |           | h /∅/, /h/ |
| 擦音   | 浊音？ |       |          |                  | j /j/~/x/    | j /j/~/x/ |            |
| 边音   | 边音   |       |          | l /l/            | ll, -il- /ʎ/ |           |            |
| R音    | 颤音   |       |          | r-, -rr-, -r /r/ |              |           |            |
| R音    | 闪音   |       |          | -r-, -r /ɾ/      |              |           |            |

1. ↑  巴斯克语的两个R音只在元音间产生对立, 颤音写作-rr-，闪音写作 -r-。当一个以 -r结尾的单词后加上后缀时, 通常会使用颤音, 如 '更美丽', 从 '美丽' 和结合而来。有少量的单词不符合这一规则，de Rijk列出了这十个比较常见的单词: , , , , , , , , , and .[30]

## 语法
巴斯克语是一门作通格语言。不及物动词的主语为通格且无格标记，及物动词的宾语也为通格。及物动词的主语为作格且采用格标记（在辅音后作-ek，而在元音后作-k。）。这也会产生主动词和助动词的动词一致配合。
助动词与大多数的主动词搭配使用，它不仅要与主语一致，也要和句中存在的直接宾语和间接宾语一致。在欧洲语言中，这种多重一致的语法现象只在巴斯克语、匈牙利语、马耳他语、莫尔多瓦语支语言和部分高加索语言等非印欧语中出现。巴斯克语的作通格配列在欧洲语言中也属稀有的语法现象——除巴斯克语外只在部分高加索语言中出现。但在世界范围内，含有作通格配列的语言更为常见。
以下为一个例句：
Martin-ek
马丁-ERG
egunkari-ak
报纸-PL.ABS
erosten
买-GER
di-zki-t
AUX.3.OBJ-PL.OBJ-我.IO[3SG_SBJ]
“马丁为我买报纸。”
ERG:作格
PL:复数
ABS:通格
GER:动名词
AUX:助动词
3:第三人称
OBJ:宾语
IO:间接宾语
3SG:第三人称单数
SBJ:主语
- 是施事者（及物动词主语），因此它采用作格标记后缀-k（以及为使单词易于发音而增加的插音-e-）。
- 采用复数宾语标记后缀-ak。此后缀用于标记通格复数的直接宾语。
- 为此例句的动词。其中为动名词，而为助动词，表示“他/她为我（做）某事”。一词可如此分析：
  - di-在动词为现在时态且动词含有主语 (作格), 直接宾语 (通格且为“他(们)/她(们)/它(们)”),以及间接宾语的条件下使用。
  - -zki- 意味着通格单词为复数，若通格单词为单数则无此中缀。
  - -t or -da- 含义为“向我/为我（间接宾语）”

## 日常词汇
- 你好
- 早安
- 下午好
- 晚安
- 再会
- 稍后见
- 明天见
- 謝謝
- 不客氣

## 地位

位於西班牙及法國的巴斯克地區

巴斯克語在西班牙的巴斯克自治區、納瓦拉自治區具有官方語言地位。

## 外部連結
- 巴斯克自治區政府－巴斯克語 （页面存档备份，存于）
- 皇家巴斯克語學院 （页面存档备份，存于）
- Ethnologue report for Basque （页面存档备份，存于）
- Center for Basque Studies at University of Nevada, Reno （页面存档备份，存于）
- Basque English Dictionary from Webster's Online Dictionary - the Rosetta Edition

### 文法
- University of the Basque Country: A Brief Grammar of Euskara, the Basque Language （页面存档备份，存于）
- Basque Verb Tables
- Larry Trask: A Linguistic Sketch of Basque
- Larry Trask: Some Important Basque Words (And a Bit of Culture)

### 詞典
- Morris Student Plus: Basque - English - Basque dictionary (67,000 headwords + 120,000 expressions and idioms)
- Webster's Online Dictionary - the Rosetta Edition: Basque - English Dictionary